# Тиклио
Тиклио (исп. Ticlio) — перевал в перуанских Андах и железнодорожный разъезд на этом перевале.
До 2006 года, когда в Тибете открыли железнодорожную станцию Тангла, разъезд был самой высокой станцией в мире — 4829 м над уровнем моря.
Построен польским инженером Эрнестом Малиновским, эмигрировавшим в Перу в 1852 г. и с 1872 г. возглавившим постройку Центральноандинской железной дороги, на которой Тиклио и расположен. Открыт в 1873 г., через год после начала прокладки путей. В 1923 году железнодорожники построили ветку от разъезда до Морокочи, что превратило разъезд в узловую станцию. Теперь ветка закрыта для движения и Тиклио вновь стал разъездом. В 1992—2003 гг. разъезд не функционировал, как и вся линия, что было связано с деятельностью партизан организации «Сендеро луминосо».
В сторону Лимы линия стефенсоновской колеи проходит от разъезда по виадуку Чопичака, в сторону Ла-Орои — через Галерский тоннель длиною в 1200 м. Разъезд пропускает грузовые поезда с полезными ископаемыми и по три пассажирских поезда в сутки — два дневных встречных туристических и один ночной. На перевале, неподалёку от станции, находится памятник главному строителю Центральноандинской железной дороги инженеру Малиновскому.